# Ерохин, Юрий Гаврилович
Ю́рий Гаври́лович Еро́хин (18 декабря 1934, Харьков — 22 января 1990, Москва) — советский учёный, военный инженер, генерал-лейтенант, доктор технических наук, профессор, Заслуженный деятель науки и техники РСФСР, лауреат Государственной премии СССР.

## Биография
Родился 18 декабря 1934 года в городе Харькове Украинской ССР.

В 1952 году окончил среднюю школу и поступил в Артиллерийскую радиотехническую академию войск противовоздушной обороны им. Маршала Советского Союза Л. А. Говорова в городе Харькове.

В 1957 году лейтенант Ю. Г. Ерохин был назначен на должность старшего инженера-испытателя радиолокационной системы дальнего обнаружения «Дунай-2», входившей в состав экспериментальной системы противоракетной обороны «А», испытания которой проводились в Казахстане в районе озера Балхаш на полигоне в/ч 03080.

С 1961 по 1974 год проходил службу на полигоне в должностях старшего научного сотрудника, заместителя начальника радиотехнического отдела в/ч 03131, заместителя начальника 1-го управления в/ч 03080-Л, с 1971 года — начальника научно-исследовательской части Государственного полигона Войск ПВО СССР. Принимал непосредственное участие в разработке методологии проведения испытаний и в испытаниях сложных автоматизированных систем и входящих в их состав технических средств.

В 1965 году защитил кандидатскую диссертацию, посвящённую средствам дальнего обнаружения целей системы противовоздушной обороны.

В 1971 году, на основе практики применения разработанной им теории и методологии испытаний полигонного образца экспериментальной системы ПРО и полученных при этом научных результатов, защитил докторскую диссертацию.

В 1974 году решением Президиума Высшей аттестационной комиссмии Ю. Г. Ерохину присвоено учёное звание профессора. В том же году он был назначен на должность заместителя начальника 1-го управления 45 ЦНИИ Министерства оброны СССР.
С 1978 года — начальник 45 ЦНИИ Министерства оброны СССР. В период руководства Ю. Г. Ерохина, за большие заслуги в создании новых средств специальной техники, институт был награждён орденом «Знак Почёта».

Обладая прекрасными организаторскими способностями, Ю. Г. Ерохин уделял большое внимание воспитанию и подготовке научных кадров: под его научным руководством около двадцати адъюнктов и соискателей успешно защитили диссертации и получили степень кандидата технических наук.

Маститый учёный и крупный руководитель, Юрий Гаврилович находил время для активной общественной работы, являлся членом экспертного совета и председателем группы экспертов Высшей аттестационной комиссии при Совете Министров СССР, членом научного совета Академии наук СССР, членом редакционного совета научно-популярного журнала «Радио и связь», председателем научно-координационного совета.

За большой личный вклад в создание, испытания и ввод в строй новых образцов вооружений и военной техники генерал Ерохин был удостоен Государственной премии СССР, почётного звания Заслуженный деятель науки и техники РСФСР. Беззаветный труд учёного и военного инженера, его жертвенное служение Родине были отмечены орденами и медалями СССР.

В 1989—1990 годах, уже будучи неизлечимо больным — сказались последствия облучений, полученных во время испытаний радиолокационных систем — Юрий Гаврилович до последнего дня оставался на боевом посту и продолжал руководить 45 ЦНИИ МО, выполняя свой воинский и общечеловеческий долг.
Генерал-лейтенант Ерохин Юрий Гаврилович был настоящим Солдатом своей Родины и, как и положено Солдату, принял смерть при исполнении служебных обязанностей и вследствие их выполнения.
Генерал-лейтенант Ю. Г. Ерохин скончался в Москве 22 января 1990 года. Похоронен на Троекуровском кладбище.

## Награды и звания
- Орден Красной Звезды
- Орден «За службу Родине в Вооружённых Силах СССР» 3 степени
- Медаль «За трудовую доблесть»
- Юбилейная медаль «За воинскую доблесть. В ознаменование 100-летия со дня рождения Владимира Ильича Ленина»
- Лауреат Государственной премии СССР
- Заслуженный деятель науки и техники РСФСР